# Euphyia zarina
Euphyia zarina är en fjärilsart som beskrevs av Thierry-mieg 1915. Euphyia zarina ingår i släktet Euphyia och familjen mätare. Inga underarter finns listade i Catalogue of Life.